# Феликс Ванкел
Феликс Ванкел (на немски: Felix Wankel) е германски инженер, изобретател на роторния двигател.

## Биография
Роден е на 13 август 1902 г. в град Лар, Германия. Tой стига до идеята за нов вид двигател с вътрешно горене още на 17-годишна възраст. През 1924 г. основава малка лаборатория, където започва сериозно изследване за новия си двигател-мечта. По-късно работи в Германския изследователски институт по аеронавтика по време на Втората световна война и за водещата немска мотоциклетостроителна компания NSU Motorenwerke AG от 1951 г. Ванкел завършва първия си дизайн на роторен двигател през 1954 и го тества през 1957 г.
За Ванкеловия двигател са изписани томове, но все пак трябва да споменем основната разлика с конвенционалния ДВГ – при роторния мотор няма бутала, а ролята им се играе от въртящ се в специално конструирана по форма камера, равнобедрен триъгълен ротор с изработени вдлъбнатини в страниците. Конструкцията има намален, спрямо тази на класическия ДВГ, брой движещи се части, по-равномерна работа, заради липсата на възвратно постъпателни движения, далеч по-компактни размери и по-ниска маса, по-малко вложени материали и по-лесно обслужване.
След като NSU официално обявява работоспособен мотор през 1959 г., над 100 компании в света предлагат сътрудничество, за да използват мотора в машините си. Mazda подписва договор с NSU през юли 1961-ва, след като получава специално разрешение от японския парламент.
За да изучи по-добре роторния мотор и да го използва успешно в колите си, Мазда формира специален развоен отдел през 1963 г. Моделът Cosmo Sport, който Mazda изкарва през май 1967 е първият двуроторен автомобил в света. С футуристичния си вид и отлична динамика Cosmo събужда ентусиазъм в света на автомобилизма. Mazda стартира монтажа на роторни мотори в седаните и купетата си през 1968-а. Независимо от нефтената криза през 70-е години на миналия век, японците не спират развитието на роторния мотор, подобряват горивната му икономичност и в края на десетилетието роторните им коли стават популярни в Европа и Щатите. Лицензи за роторния мотор купуват още Daimler-Benz, Alfa Romeo, Rolls Royce, Porsche, General Motors, Suzuki и Toyota.
В това време основава собствен развоен институт в Линдау, Германия и в 1986 г. го продава за 100 милиона западни марки на Мерцедес-Бенц През следващата година Ванкел защитава нов патент, но през 1987 г. умира след дълго боледуване.

## Признание
Почетен доктор на Техническия университет в Мюнхен (1969).

## За него
- Ulrich Ch. Knapp. Wankel auf dem Prüfstand. Ursprung, Entwicklung und Niedergang eines innovativen Motorenkonzeptes (= Schriftenreihe: Cottbuser Studien zur Geschichte von Technik, Arbeit und Umwelt, Band 28). Waxmann, Münster. 2006, ISBN 978-3-8309-1637-6.
- Marlon Poggio. Felix Wankel – ein Wegbereiter des Nationalsozialismus in Baden? Zu seiner Rolle in der Wehrjugenderziehung in Heidelberg und in der Lahrer Notgemeinschaft. In: Die Ortenau 88 (2008), S. 481 – 498.
- Marcus Popplow. Felix Wankel. Mehr als ein Erfinderleben. Sutton-Verlag, Erfurt 2011, ISBN 978-3-86680-763-1.
- Kurt Möser, Dankwart Eiermann, Klaus-Dieter Eichler, Manfred Konrad. Felix Wankel − Einteilung der Rotations-Kolbenmaschinen. Faksimile und Kommentarband. Pagma Verlag, Nürnberg 2011, ISBN 978-3-9810758-3-0.